# 주변분비 신호전달
주변분비 신호전달(周邊分泌信號傳達, 영어: paracrine signaling), 근거리분비 신호전달(近距離分泌信號傳達), 측분비 신호전달(側分泌信號傳達)은 분비된 물질이 주변 근접 세포에 작용하는 것이다. 대표적인 주변분비 호르몬으로는 멜라토닌, 세라토닌, 소마토스타틴 등이 있다.

## 같이 보기
- 세포 접착
- 자가분비 신호전달